# Relic – Museum der Angst
Relic – Museum der Angst, Das Relikt – Museum der Angst (englischer Originaltitel: Relic), ist ein Thriller-Roman der US-amerikanischen Autoren Douglas Preston und Lincoln Child. Die Originalausgabe wurde 1994 vom New Yorker Verlag St. Martin's Press veröffentlicht. 1997 erschien die deutsche Übersetzung von Thomas A. Merck bei Droemer Knaur. Es handelt sich um das erste gemeinsame Werk der beiden Autoren. Im gleichen Jahr wurde der Roman unter dem Titel Das Relikt verfilmt. Die Geschichte wird in dem Roman Attic – Gefahr aus der Tiefe fortgesetzt.

## Handlung
Ausgangspunkt der Geschichte sind Entdeckungen im Jahr 1986 im Amazonasbecken. Einige Jahre später sterben zwei Jungen beim Streifzug durch den Keller des New Yorker Museum of Natural History auf grausame Weise. Kurze Zeit später stirbt ein Wächter auf dieselbe Art: Allen Opfern wurde der Schädel eingeschlagen und ein Teil des Gehirns entfernt. Aloysius Pendergast, Special Agent des FBI, untersucht zusammen mit Lieutenant Vincent d'Agosta den Fall, weil er in New Orleans bereits mit ähnlichen Opfern zu tun hatte. Die Museumsleitung versucht die Vorfälle zu vertuschen, da in wenigen Tagen die Eröffnung einer großen Ausstellung zum Thema Aberglaube ansteht. Sie kann jedoch nicht verhindern, dass sich immer mehr Leute für den Fall der grausamen Tötungen interessieren. Der Journalist Smithback recherchiert ohne offizielle Erlaubnis und die Biologie-Doktorandin Margo Green wird in den Fall hineingezogen, als sie in der eigentlich noch geschlossenen Ausstellung in der Nähe einer Figur namens Mbwun ein seltsames Wesen bemerkt.
Die Mbwun-Figur stammt aus einer Kiste, die der Anthropologe Whittlesey, der das geheimnisvolle Volk der Kothoga erforschte, vor einigen Jahren von einer Amazonas-Expedition nach New York schickte. Mittlerweile lagert die Kiste in der sogenannten Sicherheitszone. Margos Doktorvater Frock sieht seine umstrittene Theorie des Kallistoeffekts bestätigt, wonach es in der Evolution immer wieder mal zu Mutationen kommt und eine Spezies alle Exemplare einer besonders dominanten Art vernichtet. Diesmal sollen die Menschen der unbekannten Kreatur zum Opfer fallen. Es stellt sich heraus, dass das Monster im verlassenen Keller des Museums haust. Es frisst offensichtlich den Hypothalamus seiner Opfer. Diese Erkenntnisse helfen der Polizei jedoch zunächst nicht weiter und der Ausstellung droht wegen der akuten Lebensgefahr die Absage.
Als Margo Whittleseys Tagebuch liest, das von der PR-Chefin Lavinia Rickman lange unter Verschluss gehalten wurde, fallen ihr einige Ungereimtheiten auf. Ihr wird klar, dass die Kothoga mit Mbwun nicht die Figur oder das Monster bezeichneten, sondern Pflanzenfasern, die Whittlesey als Packmaterial verwendete. Mit Gregory Kawakitas Extrapolator, einem Gerät zum DNS-Vergleich, untersucht sie die Fasern und findet menschliche Hormone. Im Gespräch mit Dr. Frock kommt sie zu dem Schluss, dass das Monster sich zunächst von den Fasern ernährt hat und jetzt als Ersatz menschliche Gehirne braucht. Noch am gleichen Abend steigt die Party zur Eröffnung der Ausstellung mit fünftausend Gästen, die alle potentielle Opfer für das Monster sind. Die Museumsleitung lässt sich nicht zu einer Absage der Veranstaltung überreden. Als die Gäste in den Ausstellungsräumen die Leiche eines Polizisten entdecken, kommt es zu einer Massenpanik, die durch einen totalen Stromausfall und das Versagen der elektronischen Sicherheitssysteme verstärkt wird.
Während Margo und Dr. Frock im Keller auf Pendergast treffen, flieht d'Agosta mit Smithback und einer Gruppe von Überlebenden, unter denen sich auch der Bürgermeister befindet, durch einen unter Wasser stehenden Gang im unteren Keller. Der FBI-Agent Coffey, der kurzfristig den Fall übernommen hat, versucht von außen in den abgesperrten Teil des Museums zu gelangen, um die Menschen zu retten, hat aber keinen Überblick über das Geschehen im Inneren. Das sehr kräftige, schnelle und intelligente Monster lässt sich noch nicht mal von einer schwer bewaffneten Spezialeinheit aufhalten. Mit Hilfe einiger Pflanzenfasern lockt Margo das Monster weg von der Gruppe um d'Agosta, die sich schließlich über eine Leiter retten kann. Die Doktorandin gibt Pendergast auch den entscheidenden Hinweis, die Kreatur mit einem Schuss durch das Auge ins Gehirn zu töten.
Als die Beteiligten vier Wochen später auf das Geschehen zurückblicken, wissen sie, dass das Monster schon in Brasilien und während der Schifffahrt nach New York gemordet hat. Nun glauben sie, dass alle Spuren und Überreste vernichtet wurden. Einige Monate später findet Kawakita jedoch heraus, dass Whittlesey selbst das Monster war, nachdem er die von einem Reovirus befallenen Pflanzen gegessen und sein Körper sich genetisch verändert hatte.

## Hintergrund
Douglas Preston kennt den Ort des Geschehens genau, weil er acht Jahre lang in diesem Museum arbeitete. Neben der Ortskenntnis liefert er auch die wissenschaftlichen Fakten, die eine realistische Beschreibung der Arbeit im Museum ermöglichen. Als Preston den ehemaligen Verlagslektor Lincoln Child, der bereits sein vorheriges Buch Dinosaurs in the Attic herausgegeben hatte, einmal nachts durch das Museum führte, entstand im Sommer 1988 die Idee zu ihrem gemeinsamen Debüt-Roman. Während ihrer Arbeit am Roman kommunizierten Preston und Child nur per Computer und trafen sich nie persönlich. In der ersten Version des Romans kam kein Monster vor; stattdessen züchtete Kawakita Drogen aus den geheimnisvollen Pflanzen. Doch dann wünschte sich der Verlag ein Monster wie in Der weiße Hai und Kawakitas Drogen wurden in den Epilog verdrängt. In der Fortsetzung Attic – Gefahr aus der Tiefe steht diese Droge mit ihren katastrophalen Auswirkungen im Mittelpunkt.